# Banlieue 13 : Ultimatum
Série
Banlieue 13
(2004)
Pour plus de détails, voir Fiche technique et Distribution.
Banlieue 13 : Ultimatum, ou B13-U est un film français réalisé par Patrick Alessandrin et sorti en 2009.
Il s'agit de la suite de Banlieue 13, sorti en 2004.

## Synopsis
En 2016, trois années après les évènements du premier film, le gouvernement a changé, pas la Banlieue 13. Le mur d'isolement entre Paris et les cités de sa banlieue est toujours en place, malgré les promesses. Les gangs et les trafics se sont développés. Ils se répartissent entre les Asiatiques, les skinheads, les musulmans salafistes, les Africains et les manouches.
Dans un bar branché, Damien se fait passer pour une danseuse érotique pour arrêter M. Wu, maître des lieux et chef de gang. Il parvient à ses fins et ressort du bâtiment en sauvant un authentique tableau van Gogh.
Le même soir, un industriel et un membre des services secrets complotent en vue de pousser au soulèvement des banlieues.
La même nuit, un semi-remorque noir immatriculé avec des plaques DISS circule dans la Banlieue 13. Deux hommes en descendent, assassinent des policiers, les laissent dans leur voiture, qu'ils amènent près d'un gang armé et leur tirent dessus. Croyant à une attaque des policiers, le gang riposte en mitraillant la voiture. Les deux hommes du véhicule noir filment la scène. Le lendemain matin, Damien est interpellé chez lui par un groupe d'élite après avoir été accusé de trafic de stupéfiants. La vidéo de la fusillade est montrée au Président de la République qui charge le patron du DISS, Walter Gassman, d'enquêter.
Gassman remet la vidéo à la presse, provoquant des scènes de révolte dans les lieux publics et des scènes de liesse dans la Banlieue 13. Un jeune policier, révolté, tue un habitant de la Banlieue 13. Le gang de Molko se venge en tirant au bazooka contre le commissariat. Gassman suggère au Président d'évacuer la Banlieue 13 en douze heures, puis de détruire les tours pour en finir avec les trafics et de reconstruire un nouveau quartier. Le Président, peu convaincu par le plan de Gassman, ordonne cependant l'évacuation.
Avant d'être placé à l'isolement, Damien arrive à contacter Leïto pour lui demander son aide. Leïto dispose d'une carte SD qui contient la vidéo de l'exécution des policiers par les deux hommes inconnus qu'un jeune de la cité lui a donné. Leïto échappe aux hommes du DISS grâce à son agilité et se rend au 36 Quai des Orfèvres. Il retrouve Damien dans sa cellule et partage ses informations. Les deux amis reconstituent les évènements et Damien veut des preuves impliquant Gassman dans les meurtres des deux policiers. Pendant que Damien se bat seul contre ses collègues, Leïto s'empare d'un disque dur contenant les dossiers secrets de Gassman. Les deux complices arrivent à s'enfuir en traversant en voiture le bureau de Gassman.
Ils se rendent dans la Banlieue 13 et demandent l'aide de Tao, la chef du gang asiatique, pour lire le disque dur, malgré ses protections. Ils découvrent le projet de Gassman, qui est de détruire les cinq tours principales de la Banlieue 13 pour se débarrasser des habitants, qu'il méprise, puis de reconstruire des immeubles neufs destinés à une classe sociale plus aisée. Pendant ce temps, l'évacuation continue. Les chefs de gang refusent d'évacuer et résistent. Damien demande à Tao de réunir les chefs des gangs, afin de rassembler assez d'hommes pour se rendre jusqu'au centre de contrôle des armées pour pouvoir parler au Président de la République. L'équipe y parvient en forçant le passage. Se sentant acculé, Gassman menace le Président de son arme pour que la destruction des tours ait lieu. Damien arrive à neutraliser Gassman. Après cela, Damien et Leïto, après consultation des chefs de gang, proposent au Président de bâtir un nouveau quartier plus accueillant, avec des projets d'aide pour les habitants de la Banlieue 13. Le Président, après avoir nommé Damien responsable de ce projet, ordonne aux pilotes des bombardiers de détruire les tours des cités, préalablement vidées de leurs habitants.

## Fiche technique
Sauf indication contraire, les informations mentionnées dans cette section peuvent être confirmées par la base de données cinématographiques IMDb,  présente dans la section « Liens externes ».
- Titre original et québécois : Banlieue 13 : Ultimatum
- Réalisation : Patrick Alessandrin
- Scénario : Luc Besson
- Musique : Charlie Nguyen Kim, Romain Benabdelkader, Damien Roques (Da Octopusss.) Trak Invaders
- Direction artistique : Dominique Moisan
- Décors : Hugues Tissandier
- Costumes : Thierry Delettre
- Photographie : Jean-François Hensgens
- Son : Guillaume Bouchateau, Alain Féat, Didier Lozahic, François de Morant, Thomas Bernard
- Montage : Julien Rey et Stéphane Garnier
- Production : Luc Besson
  - Production exécutive : Andjelija Vlaisavljevic (Serbie)
  - Production déléguée : Didier Hoarau et Aleksandra Andjelkovic
  - Supervision de production : Franck Lebreton
- Sociétés de production[1] : EuropaCorp, en coproduction avec TF1 Films Production et Ciby 2000, en association avec Sofica Europacorp, avec la participation de Canal+ et CinéCinéma
- Sociétés de distribution[2] : EuropaCorp Distribution (France) ; Belga Films (Belgique) ; Pathé Films AG (Suisse romande)
- Budget : 13 573 832 €[3]
- Pays de production :  France
- Langues originales : français, anglais
- Format[4] : couleur - 35 mm - 2,35:1 (Cinémascope) - son DTS | Dolby Digital
- Genre : action, science-fiction et policier
- Durée : 101 minutes
- Dates de sortie[5] :
  - France, Suisse romande : 18 février 2009[6]
  - Belgique : 25 mars 2009[7]
- Classification[8] :
  - France : tous publics[9]
  - Belgique : tous publics (Alle Leeftijden)[7]
  - Suisse romande : interdit aux moins de 14 ans[10]

## Distribution
- David Belle : Leïto
- Cyril Raffaelli : Capitaine Damien Tomaso
- Philippe Torreton : le président de la République
- Daniel Duval : Walter Gassman, chef du DISS
- Élodie Yung : Tao
- MC Jean Gab'1 : Molko
- Fabrice Feltzinger : Little Montana
- James Deano : Karl le skin
- La Fouine : Ali K
- Pierre-Marie Mosconi : Roland
- Dany Verissimo : Lola
- Sophie Ducasse : Sonya
- Moussa Maaskri : l'homme de main de Roland
- Johnny Amaro : un policier du centre de contrôle
- Frédéric Chau : Tran
- Frans Boyer : le flic sanitaire[Quoi ?] 2
- Rim'K : l'arabe chez Woo
- François Bureloup : le planton de la préfecture
- Redouane Nour : Rastas 3
- Xavier de Guillebon : le ministre
- Laurent Saint-Gérard : Maurice Bertomme
- Lise Lamétrie : la secrétaire muette
- Francis Coffinet : le comptable
- Thierry Redler : le second homme de main de Walter Gassman
- Salvatore Rombi : le policier du centre des opérations
- Patrick Steltzer : le général
- Jean-Gilles Barbier : le commandant de police
- Jean-Louis Meynia : le garde de Molko
- Mahamadou Coulibaly : Doudou
- Gérald Nguyen-Ngoc : Woo
- Sydney Wernicke : Seb
- Lannick Gautry : un gangster
- Bing Yin : Yun
- Grigori Manoukov : Igor
- Christian Sinniger : le commandant
- Adrien Ruiz : l'officier de sous-marin
- Guy Amram : le chef du commando du GIGN
- Soufiane Guerrab : le chef de gang du supermarché
- Leticia Belliccini : la femme de mafieux
- Emir Bouzouita : le pote avec une casquette à l’envers avec son casque

## Production

### Tournage
La majeure partie du film a été tournée dans le Val-de-Marne. Certaines scènes ont été tournées en Serbie, dans la municipalité de Novi Beograd dans le quartier des Bloks située sur le territoire de la ville de Belgrade. Des scènes sont également tournées à Paris, sur le pont Alexandre-III (7e arrondissement), près du 36, quai des Orfèvres (1er arrondissement) et dans le 8e arrondissement de Paris pour les dernières scènes en extérieur, le long de l’hôtel Salomon de Rothschild.

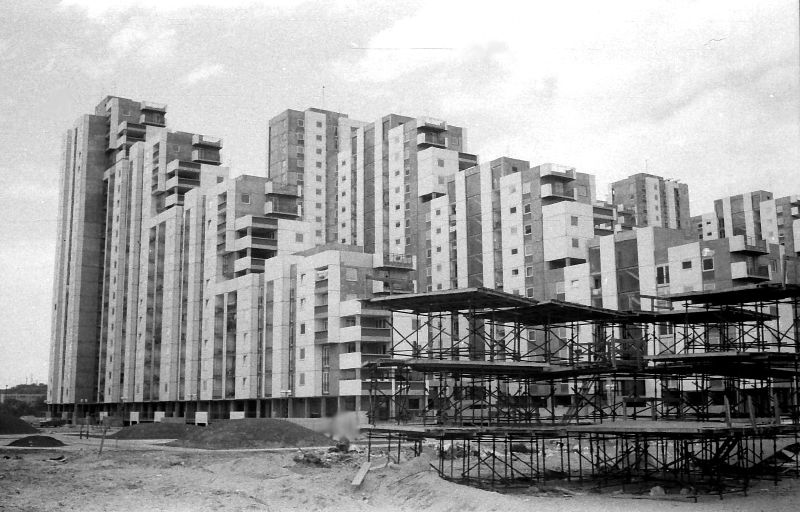
Le quartier de Blokovi, à Novi Beograd (Serbie), lieu de la poursuite sur les toits.
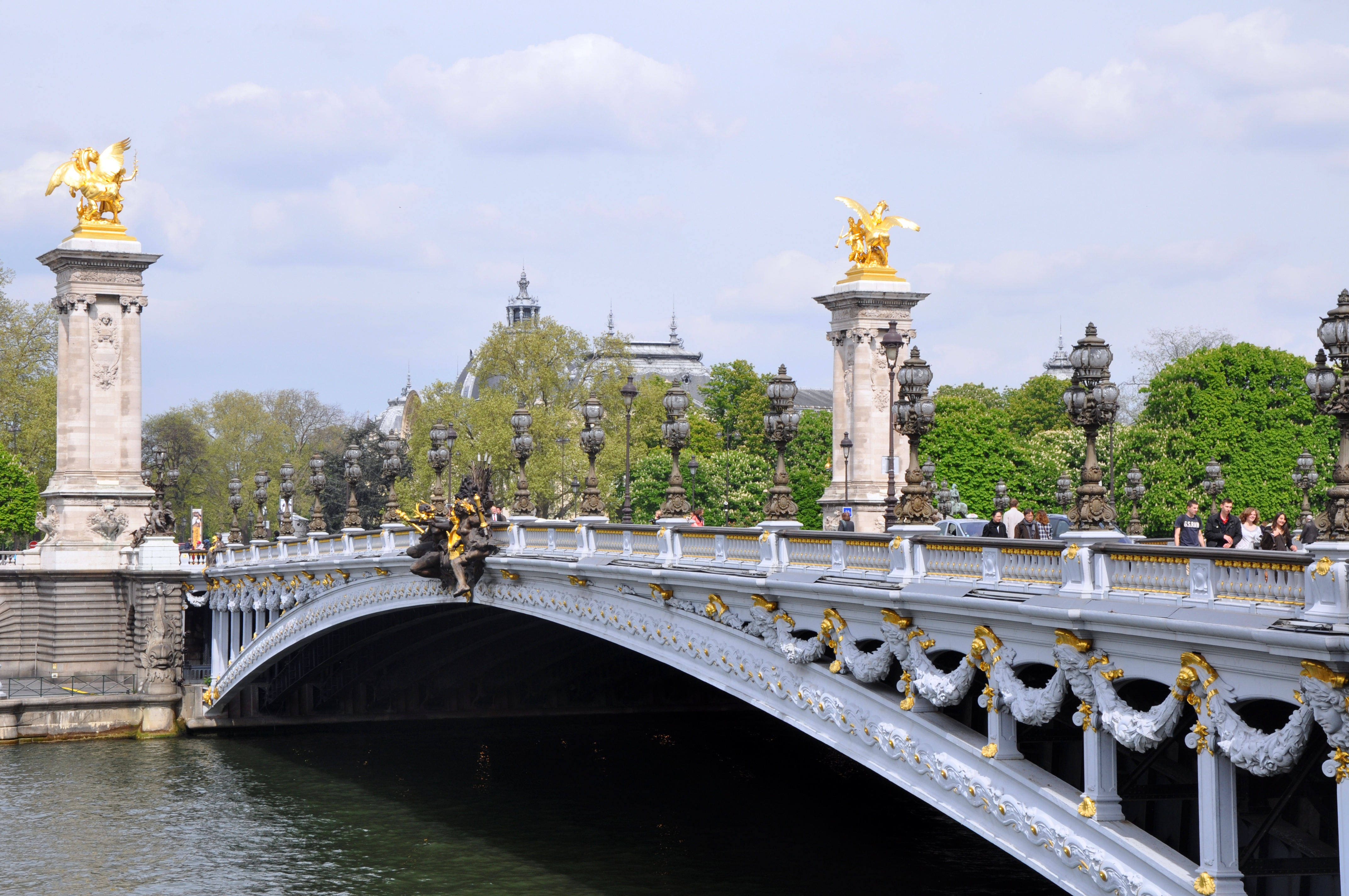
Le Pont Alexandre-III, visible de la scène finale du film.
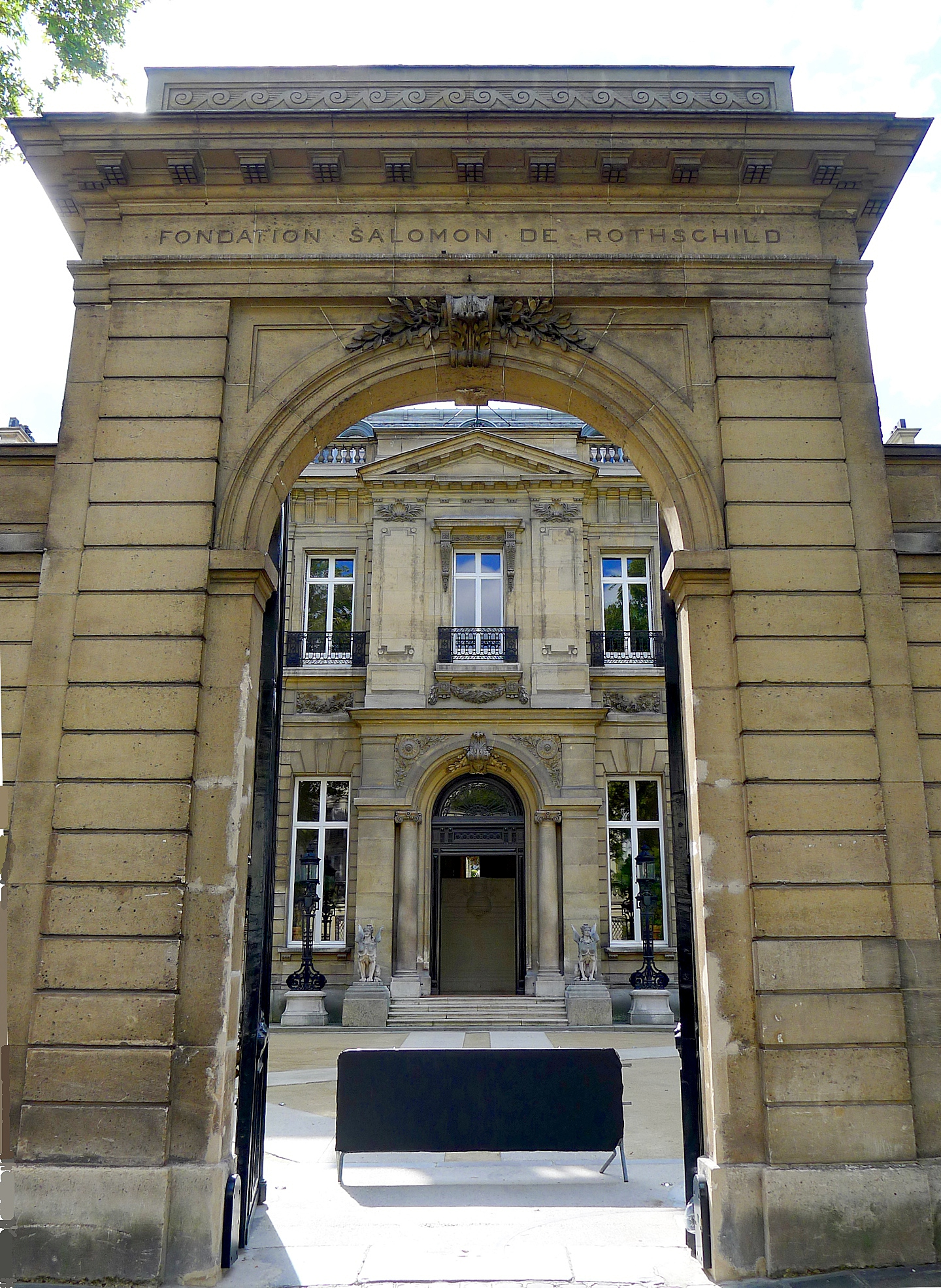
L'hôtel Salomon de Rothschild (8e arrondissement de Paris), utilisé comme Hôtel de police.

## Accueil

### Box-office
| Pays ou région | Box-office        | Date d'arrêt du box-office | Nombre de semaines |
| -------------- | ----------------- | -------------------------- | ------------------ |
| Mondial        | 13 500 000 USD    |                            |                    |
| États-Unis     | USD               |                            |                    |
| France         | 1 106 804 entrées | 17 mars 2009               | 4                  |

- 13 500 000 $ récolté dans 7 pays. 65 % des recettes ont été récoltées uniquement en France.
  - France : 8 925 000 $
  - Corée du Sud : 2 650 000 $
  - Russie : 1 580 000 $
  - Belgique & Luxembourg : 300 000 $
  - Suisse : 50 000 $
  - Islande : 7 000 $

## Distinctions

### Nominations
- Académie des films de science-fiction, fantastique et d'horreur - Saturn Awards 2011[14] : Meilleure édition DVD.

## Autour du film
- Avant de s'appeler Banlieue 13: Ultimatum, le film a notamment porté le titre de Banlieue 14[15].
- Les deux tiers des figurants sont des gens issus d'une banlieue[16].
- Le film a reçu le Gérard du cinéma dans : Gérard du film que quand tu vas le voir, dans la salle, t'as l'impression d'être dans un wagon du RER D un samedi soir à Villiers-le-bel en 2010[17]
- À sa sortie en France, le film suscite une polémique, faisant réagir de nombreux politiques et parlementaires[Lesquels ?], autant à gauche qu'à droite. Ceux-ci dénoncent surtout la mauvaise image donnée des banlieues[réf. nécessaire], montrées en état de guerre, en anarchie, avec des armements lourds, des armes de guerres, interdites par la législation en France. De plus, les jeunes des banlieues y sont présentés en gangsters, soumis à des chefs de guerre, désespérés, principalement issus de l'immigration. Le pouvoir politique semble indifférent à leur sort, irresponsable, presque dictatorial, même eugénique et meurtrier, qui n'hésiterait pas à massacrer des personnes pour résoudre des difficultés sociales exacerbées par la violence continuelle.
- Dans le film, une carte fictive montre les différentes banlieues (pour un total de treize), qui semblent toutes se trouver en Seine-Saint-Denis. Rapprochée d'une carte réelle, la Banlieue 13 comprend les villes de : Bagnolet, Les Lilas, Le Pré-Saint-Gervais, Romainville et Noisy-le-Sec. Elle est délimitée par les autoroutes A3, N3 et le Périphérique. Ces « banlieues » ne sont pas des villes ni des quartiers à proprement parler, plutôt des communautés d'agglomération ou des districts.